# Cesar Weilid
Cesar Weilid, född 10 november 1997, är en svensk fotbollsspelare som spelar för IK Brage.

## Karriär

### Tidig karriär
Weilids moderklubb är Älvsjö AIK. Som 11-åring gick han till Hammarby IF. Inför säsongen 2017 gick Weilid till division 2-klubben Huddinge IF.

### Akropolis IF
Efter ett halvår med seniorspel i Huddinge gick Weilid i augusti 2017 till division 1-klubben Akropolis IF. Weilid debuterade den 30 september 2017 i en 3–0-vinst över Carlstad United, där han blev inbytt i den 88:e minuten mot Alagie Sosseh. Totalt spelade han endast tre ligamatcher för Akropolis under säsongen 2017. Följande säsong blev desto mer lyckad för Weilid som spelade i samtliga 30 ligamatcher, varav 23 matcher från start. Han gjorde även ett mål under säsongen, den 8 september 2018 mot Sollentuna FK.
Säsongen 2019 spelade Weilid 23 ligamatcher och gjorde två mål då Akropolis blev uppflyttade till Superettan. Han gjorde sin Superettan-debut den 16 juni 2020 i premiäromgången av Superettan 2020 mot Dalkurd FF. Totalt spelade Weilid 28 ligamatcher och gjorde ett mål under sin debutsäsong i Superettan.

### Östersunds FK
Den 14 januari 2022 värvades Weilid av Östersunds FK, där han skrev på ett treårskontrakt.

### IK Brage
I januari 2024 blev Weilid klar för IK Brage, där han skrev på ett tvåårskontrakt.